# P. Szabó Ernő
P. Szabó Ernő (Szarvas, 1952. augusztus 3. – Budapest, 2018. szeptember 9.) magyar művészettörténész, újságíró, képzőművészeti kritikus, szakíró.

## Életpályája
1971 és 1974 közötta debreceni Tanítóképző Főiskola népművelés-könyvtár szkára járt. 1986 és 1991 között az Eötvös Loránd Tudományegyetem Bölcsészettudományi Kar, művészettörténet szakon végzett. 1974–1978 között a debreceni Egyetemi Életnek, majd a Hajdú-Bihari Napló kulturális rovatának, 1978 és 1981 között a Pest Megyei Hírlapnak, 1981 és 1987 között a Magyar Ifjúság kulturális rovatának volt a  munkatársa. 1987–1989-ben a Budapest folyóirat, 1989–1991-ben a Nők Lapja művészeti rovatvezetője. 1991–1995 között az Új Magyarország című napilap kulturális rovatát vezette. 1991–1993 között, majd 1995-től az Új Művészet főmunkatársa, a Magyar Nemzet és a Napi Magyarország képzőművészeti kritikusa volt.

## Főbb művei
• Az avantgard végétől a centenáriumig, in: Magyar művészet a Velencei Biennálén, Új Művészet Könyvek 7., 1993.